# México nos Jogos Pan-Americanos de 2023
O México competiu nos Jogos Pan-Americanos de 2023 em Santiago, no Chile, de 20 de outubro a 5 de novembro de 2023. Foi a 19.ª aparição do país nos Jogos Pan-Americanos, tendo participado de todas as edições desde a estreia dos Jogos, em 1951.

## Competidores
Abaixo está a lista do número de competidores (por gênero) participando dos jogos por esporte/disciplina.
| Esporte               | Masculino | Feminino | Total |
| --------------------- | --------- | -------- | ----- |
| Atletismo             | 2         | 1        | 3     |
| Basquetebol           | 16        | 0        | 16    |
| Beisebol              | 24        | 0        | 24    |
| Boliche               | 0         | 2        | 2     |
| Canoagem              | 8         | 8        | 16    |
| Caratê                | 5         | 3        | 8     |
| Ciclismo              | 12        | 15       | 27    |
| Esgrima               | 7         | 9        | 16    |
| Esqui aquático        | 1         | 1        | 6     |
| Futebol               | 18        | 0        | 18    |
| Ginástica             | 7         | 15       | 22    |
| Hóquei sobre a grama  | 16        | 0        | 16    |
| Levantamento de peso  | 4         | 5        | 9     |
| Lutas                 | 7         | 5        | 12    |
| Natação               | 2         | 2        | 4     |
| Natação artística     | —         | 9        | 9     |
| Patinação sobre rodas | 1         | 2        | 3     |
| Pelota basca          | 6         | 6        | 12    |
| Pentatlo moderno      | 3         | 4        | 7     |
| Raquetebol            | 3         | 3        | 6     |
| Remo                  | 10        | 9        | 19    |
| Rugby sevens          | 12        | 12       | 24    |
| Saltos ornamentais    | 3         | 4        | 7     |
| Softbol               | 0         | 18       | 18    |
| Squash                | 4         | 3        | 7     |
| Surfe                 | 1         | 1        | 2     |
| Taekwondo             | 6         | 7        | 13    |
| Tênis de mesa         | 3         | 3        | 6     |
| Tiro com arco         | 4         | 7        | 11    |
| Tiro esportivo        | 11        | 9        | 20    |
| Triatlo               | 0         | 1        | 1     |
| Vela                  | 3         | 4        | 7     |
| Voleibol              | 12        | 12       | 24    |
| Total                 | 211       | 180      | 395   |

## Atletismo
O México qualificou três atletas (dois homens e uma mulher) após vencer os respectivos eventos nos Jogos Pan-Americanos Júnior de 2021.
Masculino
Pista e estrada
| Atleta      | Evento | Eliminatórias | Eliminatórias | Semifinais | Semifinais | Final | Final   |
| Atleta      | Evento | Tempo         | Posição       | Tempo      | Posição    | Tempo | Posição |
| ----------- | ------ | ------------- | ------------- | ---------- | ---------- | ----- | ------- |
| Luis Avilés | 400 m  |               |               |            |            |       |         |

Chave: Q = Classificado à próxima fase com base na posição na bateria; q = Classificado à próxima fase por tempo; * = Atleta correu em fase preliminar, porém não na final
Campo
| Atleta         | Evento          | Classificação | Classificação | Final     | Final   |
| Atleta         | Evento          | Distância     | Posição       | Distância | Posição |
| -------------- | --------------- | ------------- | ------------- | --------- | ------- |
| Erick Portillo | Salto em altura |               |               |           |         |

Chave: Q = Classificado à final com base na posição no grupo; q = Classificado para a final com base na posição em campo sem atingir a marca de qualificação
Feminino
Pista e estrada
| Atleta        | Evento | Eliminatórias | Eliminatórias | Semifinais | Semifinais | Final | Final   |
| Atleta        | Evento | Tempo         | Posição       | Tempo      | Posição    | Tempo | Posição |
| ------------- | ------ | ------------- | ------------- | ---------- | ---------- | ----- | ------- |
| Anahí Álvarez | 1500 m |               |               |            |            |       |         |

Chave: Q = Classificado à próxima fase com base na posição na bateria; q = Classificado à próxima fase por tempo; * = Atleta correu em fase preliminar, porém não na final

## Basquetebol
5x5

### Masculino
O México qualificou uma equipe masculina (de 12 atletas) através da Copa América de Basquetebol Masculino de 2022.
Sumário
| Equipe           | Evento    | Fase de grupos       | Fase de grupos       | Fase de grupos       | Fase de grupos | Semifinal            | Final / MB / Po.     | Final / MB / Po. |
| Equipe           | Evento    | Adversário Resultado | Adversário Resultado | Adversário Resultado | Posição        | Adversário Resultado | Adversário Resultado | Posição          |
| ---------------- | --------- | -------------------- | -------------------- | -------------------- | -------------- | -------------------- | -------------------- | ---------------- |
| México masculino | Masculino |                      |                      |                      |                |                      |                      |                  |

3x3
O México qualificou uma equipe masculina (de 4 atletas) após terminar entre as seis melhores nações do ranking mundial de 3x3 da FIBA, não qualificadas previamente.
Sumário
| Equipe           | Evento    | Fase preliminar      | Fase preliminar      | Fase preliminar      | Fase preliminar      | Fase preliminar      | Fase preliminar | Semifinal            | Final / MB / Po.     | Final / MB / Po. |
| Equipe           | Evento    | Adversário Resultado | Adversário Resultado | Adversário Resultado | Adversário Resultado | Adversário Resultado | Posição         | Adversário Resultado | Adversário Resultado | Posição          |
| ---------------- | --------- | -------------------- | -------------------- | -------------------- | -------------------- | -------------------- | --------------- | -------------------- | -------------------- | ---------------- |
| México masculino | Masculino |                      |                      |                      |                      |                      |                 |                      |                      |                  |

## Beisebol
O México qualificou uma equipe masculina (de 24 atletas) após vencer o torneio nos Jogos Centro-Americanos e do Caribe de 2023.
Sumário
| Equipe           | Evento            | Fase preliminar      | Fase preliminar      | Fase preliminar      | Fase preliminar | Semifinal            | Final / MB / Po.     | Final / MB / Po. |
| Equipe           | Evento            | Adversário Resultado | Adversário Resultado | Adversário Resultado | Posição         | Adversário Resultado | Adversário Resultado | Posição          |
| ---------------- | ----------------- | -------------------- | -------------------- | -------------------- | --------------- | -------------------- | -------------------- | ---------------- |
| México masculino | Torneio masculino |                      |                      |                      |                 |                      |                      |                  |

## Boliche
O México qualificou uma equipe de duas mulheres através do Campeão dos Campeões da PABCON de 2022, realizado no Rio de Janeiro, Brasil.
| Atleta | Evento              | Classificação / Final | Classificação / Final | Classificação / Final | Classificação / Final | Classificação / Final | Classificação / Final | Classificação / Final | Classificação / Final | Classificação / Final | Classificação / Final | Classificação / Final | Classificação / Final | Classificação / Final | Classificação / Final | Classificação / Final | Classificação / Final | Eliminatórias | Eliminatórias | Eliminatórias | Eliminatórias | Eliminatórias | Eliminatórias | Eliminatórias | Eliminatórias | Eliminatórias | Eliminatórias | Eliminatórias | Semifinal            | Final / MB           | Final / MB |
| Atleta | Evento              | Bloco 1               | Bloco 1               | Bloco 1               | Bloco 1               | Bloco 1               | Bloco 1               | Bloco 1               | Bloco 2               | Bloco 2               | Bloco 2               | Bloco 2               | Bloco 2               | Bloco 2               | Bloco 2               | Total                 | Posição               | Eliminatórias | Eliminatórias | Eliminatórias | Eliminatórias | Eliminatórias | Eliminatórias | Eliminatórias | Eliminatórias | Eliminatórias | Eliminatórias | Eliminatórias | Semifinal            | Final / MB           | Final / MB |
| Atleta | Evento              | 1                     | 2                     | 3                     | 4                     | 5                     | 6                     | Total                 | 7                     | 8                     | 9                     | 10                    | 11                    | 12                    | Total                 | Total                 | Posição               | 1             | 2             | 3             | 4             | 5             | 6             | 7             | 8             | Total         | Grande total  | Posição       | Adversário Resultado | Adversário Resultado | Posição    |
| ------ | ------------------- | --------------------- | --------------------- | --------------------- | --------------------- | --------------------- | --------------------- | --------------------- | --------------------- | --------------------- | --------------------- | --------------------- | --------------------- | --------------------- | --------------------- | --------------------- | --------------------- | ------------- | ------------- | ------------- | ------------- | ------------- | ------------- | ------------- | ------------- | ------------- | ------------- | ------------- | -------------------- | -------------------- | ---------- |
|        | Individual feminino |                       |                       |                       |                       |                       |                       |                       |                       |                       |                       |                       |                       |                       |                       |                       |                       |               |               |               |               |               |               |               |               |               |               |               |                      |                      |            |
|        |                     |                       |                       |                       |                       |                       |                       |                       |                       |                       |                       |                       |                       |                       |                       |                       |                       |               |               |               |               |               |               |               |               |               |               |               |                      |                      |            |
|        | Duplas femininas    |                       |                       |                       |                       |                       |                       |                       |                       |                       |                       |                       |                       |                       |                       |                       |                       | —             | —             | —             | —             | —             | —             | —             | —             | —             | —             | —             | —                    | —                    | —          |

## Canoagem

### Slalom
O México qualificou dois canoístas de slalom (um homem e uma mulher).
| Atleta | Evento                | Rodada preliminar | Rodada preliminar | Rodada preliminar | Semifinal | Semifinal | Final | Final   |
| Atleta | Evento                | Descida 1         | Descida 2         | Posição           | Tempo     | Posição   | Tempo | Posição |
| ------ | --------------------- | ----------------- | ----------------- | ----------------- | --------- | --------- | ----- | ------- |
|        | K-1 extremo masculino |                   | —                 |                   |           |           |       |         |
|        | K-1 feminino          |                   |                   |                   |           |           |       |         |

### Velocidade
O México qualificou um total de 14 canoístas de velocidade (sete homens e sete mulheres).
Masculino
| Atleta | Evento     | Eliminatória | Eliminatória | Semifinal | Semifinal | Final | Final   |
| Atleta | Evento     | Tempo        | Posição      | Tempo     | Posição   | Tempo | Posição |
| ------ | ---------- | ------------ | ------------ | --------- | --------- | ----- | ------- |
|        | C-1 1000 m |              |              |           |           |       |         |
|        | C-2 500 m  |              |              |           |           |       |         |
|        | K-1 1000 m |              |              |           |           |       |         |
|        | K-2 500 m  |              |              |           |           |       |         |
|        | K-4 500 m  | —            | —            | —         | —         |       |         |

Feminino
| Atleta        | Evento    | Eliminatória | Eliminatória | Semifinal | Semifinal | Final | Final   |
| Atleta        | Evento    | Tempo        | Posição      | Tempo     | Posição   | Tempo | Posição |
| ------------- | --------- | ------------ | ------------ | --------- | --------- | ----- | ------- |
|               | C-1 200 m |              |              |           |           |       |         |
|               | C-2 500 m |              |              |           |           |       |         |
| Isabel Aburto | K-1 500 m |              |              |           |           |       |         |
|               | K-1 500 m |              |              |           |           |       |         |
|               | K-2 500 m |              |              |           |           |       |         |
|               | K-4 500 m | —            | —            | —         | —         |       |         |

## Caratê
O México qualificou uma equipe de 8 caratecas (5 homens e 3 mulheres) através da Copa Norte-Americana de 2023 e do Campeonato Pan-Americano de 2023.
Kumite
| Atleta | Evento           | Fase de grupos       | Fase de grupos       | Fase de grupos       | Fase de grupos | Semifinal            | Final                | Final   |
| Atleta | Evento           | Adversário Resultado | Adversário Resultado | Adversário Resultado | Posição        | Adversário Resultado | Adversário Resultado | Posição |
| ------ | ---------------- | -------------------- | -------------------- | -------------------- | -------------- | -------------------- | -------------------- | ------- |
|        | −60 kg masculino |                      |                      |                      |                |                      |                      |         |
|        | −67 kg masculino |                      |                      |                      |                |                      |                      |         |
|        | -75 kg masculino |                      |                      |                      |                |                      |                      |         |
|        | -84 kg masculino |                      |                      |                      |                |                      |                      |         |
|        | −55 kg feminino  |                      |                      |                      |                |                      |                      |         |
|        | −68 kg feminino  |                      |                      |                      |                |                      |                      |         |
|        | +68 kg feminino  |                      |                      |                      |                |                      |                      |         |

Kata
| Atleta | Evento               | Fase de grupos 1 | Fase de grupos 1 | Fase de grupos 2 | Fase de grupos 2 | Final / MB           | Final / MB |
| Atleta | Evento               | Pontuação        | Posição          | Pontuação        | Posição          | Adversário Pontuação | Posição    |
| ------ | -------------------- | ---------------- | ---------------- | ---------------- | ---------------- | -------------------- | ---------- |
|        | Individual masculino |                  |                  |                  |                  |                      |            |

## Ciclismo
O México qualificou 27 ciclistas (12 homens e 15 mulheres).

### BMX
Estilo livre
| Atleta | Evento    | Chaveamento | Chaveamento | Final  | Final   |
| Atleta | Evento    | Pontos      | Posição     | Pontos | Posição |
| ------ | --------- | ----------- | ----------- | ------ | ------- |
|        | Masculino |             |             |        |         |
|        | Feminino  |             |             |        |         |

### Estrada
Feminino
| Atleta         | Evento             | Tempo | Posição |
| -------------- | ------------------ | ----- | ------- |
|                | Contra o relógio   |       |         |
| Yareli Acevedo | Corrida em estrada |       |         |
|                | Corrida em estrada |       |         |

### Mountain bike
O México qualificou quatro atletas durante o Campeonato Pan-Americano de 2023.
| Atleta | Evento                  | Tempo | Posição |
| ------ | ----------------------- | ----- | ------- |
|        | Cross-country masculino |       |         |
|        |                         |       |         |
|        | Cross-country feminino  |       |         |
|        |                         |       |         |

### Pista
Velocidade
| Atleta | Evento               | Classificação | Classificação | Oitavas-de-final | Repescagem 1     | Quartas-de-final     | Semifinais           | Final                | Final   |
| Atleta | Evento               | Tempo         | Posição       | Adversário Tempo | Adversário Tempo | Adversário Resultado | Adversário Resultado | Adversário Resultado | Posição |
| ------ | -------------------- | ------------- | ------------- | ---------------- | ---------------- | -------------------- | -------------------- | -------------------- | ------- |
|        | Individual masculino |               |               |                  |                  |                      |                      |                      |         |
|        |                      |               |               |                  |                  |                      |                      |                      |         |
|        | Individual feminino  |               |               |                  |                  |                      |                      |                      |         |
|        |                      |               |               |                  |                  |                      |                      |                      |         |
|        | Equipe masculina     |               |               | —                | —                | —                    | —                    |                      |         |
|        | Equipe feminina      |               |               | —                | —                | —                    | —                    |                      |         |

Perseguição
| Atleta | Evento           | Classificação | Classificação | Semifinais           | Finais               | Finais  |
| Atleta | Evento           | Tempo         | Posição       | Adversário Resultado | Adversário Resultado | Posição |
| ------ | ---------------- | ------------- | ------------- | -------------------- | -------------------- | ------- |
|        | Equipe masculina |               |               |                      |                      |         |
|        | Equipe feminina  |               |               |                      |                      |         |

Keirin
| Atleta | Evento    | Eliminatórias | Repescagem | Final   |
| Atleta | Evento    | Posição       | Posição    | Posição |
| ------ | --------- | ------------- | ---------- | ------- |
|        | Masculino |               |            |         |
|        | Feminino  |               |            |         |

Madison
| Atleta | Evento    | Pontos | Posição |
| ------ | --------- | ------ | ------- |
|        | Masculino |        |         |
|        | Feminino  |        |         |

Omnium
| Atleta | Evento    | Scratch race | Scratch race | Corrida por tempo | Corrida por tempo | Corrida de eliminação | Corrida de eliminação | Corrida por pontos | Corrida por pontos | Total  | Total   |
| Atleta | Evento    | Pontos       | Posição      | Pontos            | Posição           | Pontos                | Posição               | Pontos             | Posição            | Pontos | Posição |
| ------ | --------- | ------------ | ------------ | ----------------- | ----------------- | --------------------- | --------------------- | ------------------ | ------------------ | ------ | ------- |
|        | Masculino |              |              |                   |                   |                       |                       |                    |                    |        |         |
|        | Feminino  |              |              |                   |                   |                       |                       |                    |                    |        |         |

## Esgrima
O México qualificou uma equipe completa de 16 esgrimistas (sete homens e nove mulheres) após cinco das seis equipes (exceto a espada masculina) terminarem entre os sete primeiros no Campeonato Pan-Americano de Esgrima de 2022 em Assunção, Paraguai. O México também classificou um atleta individual na espada masculina.
Individual
Masculino
| Atleta | Evento  | Fase de grupos | Fase de grupos | Oitavas-de-final     | Quartas-de-final     | Semifinais           | Final                | Final     |
| Atleta | Evento  | Vitórias       | Chaveamento    | Adversário Resultado | Adversário Resultado | Adversário Resultado | Adversário Resultado | Pontuação |
| ------ | ------- | -------------- | -------------- | -------------------- | -------------------- | -------------------- | -------------------- | --------- |
|        | Espada  |                |                |                      |                      |                      |                      |           |
|        | Florete |                |                |                      |                      |                      |                      |           |
|        |         |                |                |                      |                      |                      |                      |           |
|        | Sabre   |                |                |                      |                      |                      |                      |           |
|        |         |                |                |                      |                      |                      |                      |           |

Feminino
| Atleta | Evento  | Fase de grupos | Fase de grupos | Oitavas-de-final     | Quartas-de-final     | Semifinais           | Final                | Final     |
| Atleta | Evento  | Vitórias       | Chaveamento    | Adversário Resultado | Adversário Resultado | Adversário Resultado | Adversário Resultado | Pontuação |
| ------ | ------- | -------------- | -------------- | -------------------- | -------------------- | -------------------- | -------------------- | --------- |
|        | Espada  |                |                |                      |                      |                      |                      |           |
|        |         |                |                |                      |                      |                      |                      |           |
|        |         |                |                |                      |                      |                      |                      |           |
|        | Florete |                |                |                      |                      |                      |                      |           |
|        |         |                |                |                      |                      |                      |                      |           |
|        | Sabre   |                |                |                      |                      |                      |                      |           |
|        |         |                |                |                      |                      |                      |                      |           |

Equipe
| Atleta | Evento            | Quartas-de-final     | Semifinais/Consolação | Final / MB / Po      | Final / MB / Po |
| Atleta | Evento            | Adversário Resultado | Adversário Resultado  | Adversário Resultado | Posição         |
| ------ | ----------------- | -------------------- | --------------------- | -------------------- | --------------- |
|        | Florete masculino |                      |                       |                      |                 |
|        | Sabre masculino   |                      |                       |                      |                 |
|        | Espada feminino   |                      |                       |                      |                 |
|        | Florete feminino  |                      |                       |                      |                 |
|        | Sabre feminino    |                      |                       |                      |                 |

## Esqui aquático
O México qualificou dois wakeboarders (um de cada gênero) durante o Campeonato Pan-Americano de 2022.
O México também qualificou quatro esquiadores aquáticos após o Campeonato Pan-Americano de Esqui Aquático de 2022.
Esqui aquático
Masculino
| Atleta | Evento  | Preliminar | Preliminar | Final  | Final | Final   | Final | Final |
| Atleta | Evento  | Resultado  | Posição    | Slalom | Rampa | Truques | Total | Rank  |
| ------ | ------- | ---------- | ---------- | ------ | ----- | ------- | ----- | ----- |
|        | Slalom  |            |            |        |       |         |       |       |
|        | Rampa   |            |            |        |       |         |       |       |
|        | Truques |            |            |        |       |         |       |       |
|        | Geral   |            |            |        |       |         |       |       |

Feminino
| Atleta | Evento  | Preliminar | Preliminar | Final  | Final | Final   | Final | Final |
| Atleta | Evento  | Resultado  | Posição    | Slalom | Rampa | Truques | Total | Rank  |
| ------ | ------- | ---------- | ---------- | ------ | ----- | ------- | ----- | ----- |
|        | Slalom  |            |            |        |       |         |       |       |
|        | Rampa   |            |            |        |       |         |       |       |
|        | Truques |            |            |        |       |         |       |       |
|        | Geral   |            |            |        |       |         |       |       |

Wakeboard
Masculino
| Atleta | Evento    | Preliminar | Preliminar | Final  | Final  | Final   | Final | Final   |
| Atleta | Evento    | Resultado  | Posição    | Slalom | Saltos | Truques | Total | Posição |
| ------ | --------- | ---------- | ---------- | ------ | ------ | ------- | ----- | ------- |
|        | Wakeboard |            |            | —      | —      | —       |       |         |

Feminino
| Atleta | Evento    | Preliminar | Preliminar | Final  | Final  | Final   | Final | Final   |
| Atleta | Evento    | Resultado  | Posição    | Slalom | Saltos | Truques | Total | Posição |
| ------ | --------- | ---------- | ---------- | ------ | ------ | ------- | ----- | ------- |
|        | Wakeboard |            |            | —      | —      | —       |       |         |

## Futebol

### Masculino
O México qualificou uma equipe masculina (de 18 atletas) após terminar como a equipe melhor ranqueada da América do Norte no Campeonato da CONCACAF Sub-20 de 2022.
Sumário
Key:
- A.T.E – Após tempo extra.
- P – Partida decidida na disputa por pênaltis.

| Equipe           | Evento    | Fase de grupos       | Fase de grupos       | Fase de grupos       | Fase de grupos | Semifinal            | Final / MB / Po.     | Final / MB / Po. |
| Equipe           | Evento    | Adversário Resultado | Adversário Resultado | Adversário Resultado | Posição        | Adversário Resultado | Adversário Resultado | Posição          |
| ---------------- | --------- | -------------------- | -------------------- | -------------------- | -------------- | -------------------- | -------------------- | ---------------- |
| México masculino | Masculino |                      |                      |                      |                |                      |                      |                  |

## Ginástica

### Artística
O México qualificou uma equipe completa de 10 ginastas (cinco homens e cinco mulheres) no Campeonato Pan-Americano de 2023.
Masculino
Classificação individual e por equipes
| Atleta | Evento | Final    | Final    | Final    | Final    | Final    | Final    | Final | Final   |
| Atleta | Evento | Aparelho | Aparelho | Aparelho | Aparelho | Aparelho | Aparelho | Total | Posição |
| Atleta | Evento | S        | CA       | A        | Sa       | BP       | BF       | Total | Posição |
| ------ | ------ | -------- | -------- | -------- | -------- | -------- | -------- | ----- | ------- |
|        | Equipe |          |          |          |          |          |          |       |         |
|        |        |          |          |          |          |          |          |       |         |
|        |        |          |          |          |          |          |          |       |         |
|        |        |          |          |          |          |          |          |       |         |
|        |        |          |          |          |          |          |          |       |         |
| Total  |        |          |          |          |          |          |          |       |         |

Legenda de classificação: Q = Classificado para a final por aparelhos
Feminino
Classificação individual e por equipes
| Atleta | Evento | Final    | Final    | Final    | Final    | Final | Final   |
| Atleta | Evento | Aparelho | Aparelho | Aparelho | Aparelho | Total | Posição |
| Atleta | Evento | Sa       | BA       | TE       | S        | Total | Posição |
| ------ | ------ | -------- | -------- | -------- | -------- | ----- | ------- |
|        | Equipe |          |          |          |          |       |         |
|        |        |          |          |          |          |       |         |
|        |        |          |          |          |          |       |         |
|        |        |          |          |          |          |       |         |
|        |        |          |          |          |          |       |         |
| Total  |        |          |          |          |          |       |         |

Legenda de classificação: Q = Classificado para a final por aparelhos

### Rítmica
O México qualificou duas ginastas rítmicas no individual e cinco ginastas para o evento de conjuntos (sete mulheres no total).
Individual
| Atleta | Evento           | Aparelho | Aparelho | Aparelho | Aparelho | Total     | Total   |
| Atleta | Evento           | Bola     | Maças    | Arco     | Fita     | Resultado | Posição |
| ------ | ---------------- | -------- | -------- | -------- | -------- | --------- | ------- |
|        | Individual geral |          |          |          |          |           |         |
|        |                  |          |          |          |          |           |         |
|        | Bola             |          | —        | —        | —        |           |         |
|        | Maças            | —        |          | —        | —        |           |         |
|        | Arco             | —        | —        |          | —        |           |         |
|        | Fita             | —        | —        | —        |          |           |         |

Conjunto
| Atleta | Evento            | Aparelho | Aparelho          | Total     | Total   |
| Atleta | Evento            | 5 arcos  | 3 fitas + 2 bolas | Resultado | Posição |
| ------ | ----------------- | -------- | ----------------- | --------- | ------- |
|        | Geral             |          |                   |           |         |
|        | 5 arcos           |          | —                 |           |         |
|        | 3 fitas + 2 bolas | —        |                   |           |         |

### Trampolim
O México qualificou cinco atletas (dois homens e três mulheres) através dos Jogos Pan-Americanos Júnior de 2021 e do Campeonato Pan-Americano de 2023.
| Atleta         | Evento    | Classificação | Classificação | Final     | Final   |
| Atleta         | Evento    | Resultado     | Posição       | Resultado | Posição |
| -------------- | --------- | ------------- | ------------- | --------- | ------- |
|                | Masculino |               |               |           |         |
|                |           |               |               |           |         |
| Mariola Garcia | Feminino  |               |               |           |         |
|                | Feminino  |               |               |           |         |
|                | Feminino  |               |               |           |         |

## Hóquei sobre grama

### Masculino
O México qualificou uma equipe masculina (de 16 atletas) após terminar em 5º na Copa Pan-Americana de 2022.
Sumário
| Equipe           | Evento    | Fase preliminar      | Fase preliminar      | Fase preliminar      | Fase preliminar | Quartas-de-final     | Semifinal            | Final / MB / Po.     | Final / MB / Po. |
| Equipe           | Evento    | Adversário Resultado | Adversário Resultado | Adversário Resultado | Posição         | Adversário Resultado | Adversário Resultado | Adversário Resultado | Posição          |
| ---------------- | --------- | -------------------- | -------------------- | -------------------- | --------------- | -------------------- | -------------------- | -------------------- | ---------------- |
| México masculino | Masculino |                      |                      |                      |                 |                      |                      |                      |                  |

## Levantamento de peso
O México qualificou nove halterofilistas (quatro homens e cinco mulheres) após as edições de 2021 e 2022 do Campeonato Pan-Americano de Levantamento de Peso.
Masculino
| Atleta | Evento | Arranco | Arranco | Arremesso | Arremesso | Total | Total   |
| Atleta | Evento | Peso    | Posição | Peso      | Posição   | Peso  | Posição |
| ------ | ------ | ------- | ------- | --------- | --------- | ----- | ------- |
|        |        |         |         |           |           |       |         |
|        |        |         |         |           |           |       |         |
|        |        |         |         |           |           |       |         |
|        |        |         |         |           |           |       |         |

Feminino
| Atleta           | Evento | Arranco | Arranco | Arremesso | Arremesso | Total | Total   |
| Atleta           | Evento | Peso    | Posição | Peso      | Posição   | Peso  | Posição |
| ---------------- | ------ | ------- | ------- | --------- | --------- | ----- | ------- |
|                  |        |         |         |           |           |       |         |
|                  |        |         |         |           |           |       |         |
|                  |        |         |         |           |           |       |         |
|                  |        |         |         |           |           |       |         |
| Abdeel Rodriguez | +87 kg |         |         |           |           |       |         |

## Lutas
O México qualificou uma equipe de 12 lutadores (7 homens e 5 mulheres) através do Campeonato Pan-Americano de Lutas de 2022 e do Campeonato Pan-Americano de Lutas de 2023.
Chave:
- VT – Vitória por queda
- PP – Decisão por pontos – derrotado com pontos técnicos.
- PO – Decisão por pontos – derrotado sem pontos técnicos.
- SP – Superioridade técnica – o derrotado com pontos técnicos e uma margem de vitória de pelo menos 9 (Greco-romana) ou 10 (livre) pontos.
- ST – Grande superioridade – o derrotado sem pontos técnicos e uma margem de vitória de pelo menos 8 (Greco-romana) ou 10 (livre) pontos.
- VA – Decisão por desistência

Masculino
| Atleta | Evento              | Quartas-de-final     | Semifinal            | Final / MB           | Final / MB |
| Atleta | Evento              | Adversário Resultado | Adversário Resultado | Adversário Resultado | Posição    |
| ------ | ------------------- | -------------------- | -------------------- | -------------------- | ---------- |
|        | Livre 74 kg         |                      |                      |                      |            |
|        | Livre 86 kg         |                      |                      |                      |            |
|        | Greco-romana 60 kg  |                      |                      |                      |            |
|        | Greco-romana 67 kg  |                      |                      |                      |            |
|        | Greco-romana 77 kg  |                      |                      |                      |            |
|        | Greco-romana 87 kg  |                      |                      |                      |            |
|        | Greco-romana 130 kg |                      |                      |                      |            |

Feminino
| Atleta | Evento | Quartas-de-final     | Semifinal            | Final / MB           | Final / MB |
| Atleta | Evento | Adversário Resultado | Adversário Resultado | Adversário Resultado | Posição    |
| ------ | ------ | -------------------- | -------------------- | -------------------- | ---------- |
|        | 53 kg  |                      |                      |                      |            |
|        | 57 kg  |                      |                      |                      |            |
|        | 62 kg  |                      |                      |                      |            |
|        | 68 kg  |                      |                      |                      |            |
|        | 76 kg  |                      |                      |                      |            |

## Natação
O México qualificou quatro atletas (dois homens e duas mulheres) após vencerem os respectivos eventos nos Jogos Pan-Americanos Júnior de 2021.
Masculino
| Evento        | Atletas      | Eliminatórias | Eliminatórias | Final | Final   |
| Evento        | Atletas      | Tempo         | Posição       | Tempo | Posição |
| ------------- | ------------ | ------------- | ------------- | ----- | ------- |
| Diego Camacho | 100 m costas |               |               |       |         |
| Andrés Puente | 200 m costas |               |               |       |         |

Feminino
| Evento         | Atletas      | Eliminatórias | Eliminatórias | Final | Final   |
| Evento         | Atletas      | Tempo         | Posição       | Tempo | Posição |
| -------------- | ------------ | ------------- | ------------- | ----- | ------- |
| Tayde Sansores | 100 m costas |               |               |       |         |
| Athena Meneses | 100 m costas |               |               |       |         |

## Natação artística
O México qualificou uma equipe completa de nove nadadoras artísticas após vencer a competição nos Jogos Centro-Americanos e do Caribe de 2023.
| Atleta | Evento  | Rotina técnica | Rotina técnica | Rotina livre (Final) | Rotina livre (Final) | Rotina livre (Final) | Rotina livre (Final) |
| Atleta | Evento  | Pontos         | Posição        | Pontos               | Posição              | Pontos totais        | Posição              |
| ------ | ------- | -------------- | -------------- | -------------------- | -------------------- | -------------------- | -------------------- |
|        | Dueto   |                |                |                      |                      |                      |                      |
|        | Equipes |                |                |                      |                      |                      |                      |

## Patinação sobre rodas

### Skate
O México qualificou uma equipe de três skatistas através do Ranking Olímpico Mundial.
Masculino
| Atleta | Evento | Classificação | Classificação | Final     | Final   |
| Atleta | Evento | Pontuação     | Posição       | Pontuação | Posição |
| ------ | ------ | ------------- | ------------- | --------- | ------- |
|        | Park   |               |               |           |         |

Feminino
| Atleta | Evento | Classificação | Classificação | Final     | Final   |
| Atleta | Evento | Pontuação     | Posição       | Pontuação | Posição |
| ------ | ------ | ------------- | ------------- | --------- | ------- |
|        | Park   |               |               |           |         |
|        | Street |               |               |           |         |

## Pelota basca
O México qualificou uma equipe de 12 atletas (seis homens e seis mulheres) através do Campeonato Mundial de Pelota Basca de 2022 e do Torneio Pan-Americano de Pelota Basca de 2023.
Masculino
| Atleta | Evento                            | Fase preliminar   | Fase preliminar   | Fase preliminar   | Fase preliminar   | Fase preliminar | Semifinal         | Final / MB        | Posição |
| Atleta | Evento                            | Partida 1         | Partida 2         | Partida 3         | Partida 4         | Posição         | Semifinal         | Final / MB        | Posição |
| Atleta | Evento                            | Adversário Placar | Adversário Placar | Adversário Placar | Adversário Placar | Posição         | Adversário Placar | Adversário Placar | Posição |
| ------ | --------------------------------- | ----------------- | ----------------- | ----------------- | ----------------- | --------------- | ----------------- | ----------------- | ------- |
|        | Pelota de goma frontón individual |                   |                   |                   |                   |                 |                   |                   |         |
|        | Trinquete duplas                  |                   |                   |                   |                   |                 |                   |                   |         |
|        | Frontênis duplas                  |                   |                   |                   |                   |                 |                   |                   |         |
|        | Frontball                         |                   |                   |                   |                   |                 |                   |                   |         |

Feminino
| Atleta | Evento                            | Fase preliminar   | Fase preliminar   | Fase preliminar   | Fase preliminar   | Fase preliminar | Semifinal         | Final / MB        | Posição |
| Atleta | Evento                            | Partida 1         | Partida 2         | Partida 3         | Partida 4         | Posição         | Semifinal         | Final / MB        | Posição |
| Atleta | Evento                            | Adversário Placar | Adversário Placar | Adversário Placar | Adversário Placar | Posição         | Adversário Placar | Adversário Placar | Posição |
| ------ | --------------------------------- | ----------------- | ----------------- | ----------------- | ----------------- | --------------- | ----------------- | ----------------- | ------- |
|        | Pelota de goma frontón individual |                   |                   |                   |                   |                 |                   |                   |         |
|        | Trinquete duplas                  |                   |                   |                   |                   |                 |                   |                   |         |
|        | Frontênis duplas                  |                   |                   |                   |                   |                 |                   |                   |         |
|        | Frontball                         |                   |                   |                   |                   |                 |                   |                   |         |

## Pentatlo moderno
O México qualificou sete pentatletas (três homens e quatro mulheres).
| Atleta        | Evento                | Esgrima (Espada um toque) | Esgrima (Espada um toque) | Esgrima (Espada um toque) | Esgrima (Espada um toque) | Natação (200 m nado livre) | Natação (200 m nado livre) | Natação (200 m nado livre) | Hipismo (Saltos) | Hipismo (Saltos) | Hipismo (Saltos) | Tiro / Corrida (pistola a laser 10 m / 3000 m cross-country) | Tiro / Corrida (pistola a laser 10 m / 3000 m cross-country) | Tiro / Corrida (pistola a laser 10 m / 3000 m cross-country) | Total  | Total   |
| Atleta        | Evento                | V – D                     | Posição                   | Pontos                    | PB                        | Tempo                      | Posição                    | Pontos                     | Penalidades      | Posição          | Pontos           | Tempo                                                        | Posição                                                      | Pontos                                                       | Pontos | Posição |
| ------------- | --------------------- | ------------------------- | ------------------------- | ------------------------- | ------------------------- | -------------------------- | -------------------------- | -------------------------- | ---------------- | ---------------- | ---------------- | ------------------------------------------------------------ | ------------------------------------------------------------ | ------------------------------------------------------------ | ------ | ------- |
|               | Masculino             |                           |                           |                           |                           |                            |                            |                            |                  |                  |                  |                                                              |                                                              |                                                              |        |         |
|               |                       |                           |                           |                           |                           |                            |                            |                            |                  |                  |                  |                                                              |                                                              |                                                              |        |         |
|               |                       |                           |                           |                           |                           |                            |                            |                            |                  |                  |                  |                                                              |                                                              |                                                              |        |         |
|               | Revezamento masculino |                           |                           |                           |                           |                            |                            |                            |                  |                  |                  |                                                              |                                                              |                                                              |        |         |
| Mayran Oliver | Feminino              |                           |                           |                           |                           |                            |                            |                            |                  |                  |                  |                                                              |                                                              |                                                              |        |         |
|               | Feminino              |                           |                           |                           |                           |                            |                            |                            |                  |                  |                  |                                                              |                                                              |                                                              |        |         |
|               | Feminino              |                           |                           |                           |                           |                            |                            |                            |                  |                  |                  |                                                              |                                                              |                                                              |        |         |
|               | Feminino              |                           |                           |                           |                           |                            |                            |                            |                  |                  |                  |                                                              |                                                              |                                                              |        |         |
|               | Revezamento feminino  |                           |                           |                           |                           |                            |                            |                            |                  |                  |                  |                                                              |                                                              |                                                              |        |         |
|               | Revezamento misto     |                           |                           |                           |                           |                            |                            |                            |                  |                  |                  |                                                              |                                                              |                                                              |        |         |

## Raquetebol
O México qualificou uma equipe máxima de seis atletas (três homens e três mulheres).
| Atleta | Evento               | Fase de grupos       | Fase de grupos       | Fase de grupos       | Fase de grupos | Oitavas-de-final     | Quartas-de-final     | Semifinal            | Final                | Final   |
| Atleta | Evento               | Adversário Resultado | Adversário Resultado | Adversário Resultado | Posição        | Adversário Resultado | Adversário Resultado | Adversário Resultado | Adversário Resultado | Posição |
| ------ | -------------------- | -------------------- | -------------------- | -------------------- | -------------- | -------------------- | -------------------- | -------------------- | -------------------- | ------- |
|        | Individual masculino |                      |                      |                      |                |                      |                      |                      |                      |         |
|        |                      |                      |                      |                      |                |                      |                      |                      |                      |         |
|        | Individual feminino  |                      |                      |                      |                |                      |                      |                      |                      |         |
|        |                      |                      |                      |                      |                |                      |                      |                      |                      |         |
|        | Duplas masculinas    |                      |                      |                      |                |                      |                      |                      |                      |         |
|        | Duplas femininas     |                      |                      |                      |                |                      |                      |                      |                      |         |
|        | Duplas mistas        |                      |                      |                      |                |                      |                      |                      |                      |         |
|        | Equipes masculinas   | —                    | —                    | —                    | —              |                      |                      |                      |                      |         |
|        | Equipes femininas    | —                    | —                    | —                    | —              |                      |                      |                      |                      |         |

## Remo
O México qualificou 19 remadores (dez homens e nove mulheres).
Masculino
| Atleta | Evento                | Eliminatória | Eliminatória | Repescagem | Repescagem | Semifinal | Semifinal | Final A/B | Final A/B |
| Atleta | Evento                | Tempo        | Posição      | Tempo      | Posição    | Tempo     | Posição   | Tempo     | Posição   |
| ------ | --------------------- | ------------ | ------------ | ---------- | ---------- | --------- | --------- | --------- | --------- |
|        | Skiff simples         |              |              |            |            |           |           |           |           |
|        | Skiff duplo           |              |              |            |            | —         | —         |           |           |
|        | Skiff quádruplo       |              |              | —          | —          | —         | —         |           |           |
|        | Dois sem              |              |              | —          | —          | —         | —         |           |           |
|        | Quatro sem            |              |              | —          | —          | —         | —         |           |           |
|        | Skiff duplo peso leve |              |              |            |            | —         | —         |           |           |

Feminino
| Atleta | Evento                | Eliminatória | Eliminatória | Repescagem | Repescagem | Semifinal | Semifinal | Final A/B | Final A/B |
| Atleta | Evento                | Tempo        | Posição      | Tempo      | Posição    | Tempo     | Posição   | Tempo     | Posição   |
| ------ | --------------------- | ------------ | ------------ | ---------- | ---------- | --------- | --------- | --------- | --------- |
|        | Skiff simples         |              |              |            |            |           |           |           |           |
|        | Skiff duplo           |              |              |            |            | —         | —         |           |           |
|        | Dois sem              |              |              | —          | —          | —         | —         |           |           |
|        | Quatro sem            |              |              | —          | —          | —         | —         |           |           |
|        | Skiff duplo peso leve |              |              |            |            | —         | —         |           |           |

## Rugby sevens

### Masculino
O México qualificou uma equipe masculina (de 12 atletas) após atingir a final do RAN Super Sevens de 2022.
Sumário
| Equipe           | Evento    | Fase de grupos       | Fase de grupos       | Fase de grupos       | Fase de grupos | Semifinal            | Final / MB / Po.     | Final / MB / Po. |
| Equipe           | Evento    | Adversário Resultado | Adversário Resultado | Adversário Resultado | Posição        | Adversário Resultado | Adversário Resultado | Posição          |
| ---------------- | --------- | -------------------- | -------------------- | -------------------- | -------------- | -------------------- | -------------------- | ---------------- |
| México masculino | Masculino |                      |                      |                      |                |                      |                      |                  |

### Feminino
O México qualificou uma equipe feminina (de 12 atletas) após atingir a final do RAN Super Sevens Feminino de 2022.
Sumário
| Equipe          | Evento   | Fase de grupos       | Fase de grupos       | Fase de grupos       | Fase de grupos | Semifinal            | Final / MB / Po.     | Final / MB / Po. |
| Equipe          | Evento   | Adversário Resultado | Adversário Resultado | Adversário Resultado | Posição        | Adversário Resultado | Adversário Resultado | Posição          |
| --------------- | -------- | -------------------- | -------------------- | -------------------- | -------------- | -------------------- | -------------------- | ---------------- |
| México feminino | Feminino |                      |                      |                      |                |                      |                      |                  |

## Saltos ornamentais
O México qualificou quatro atletas (dois homens e duas mulheres) após vencerem os respectivos eventos nos Jogos Pan-Americanos Júnior de 2021. O México também classificou outros quatro atletas (um homem e duas mulheres) após terminar entre os 18 primeiros dos respectivos eventos durante o Campeonato Mundial de Esportes Aquáticos de 2022.
Masculino
| Atleta         | Evento             | Preliminar | Preliminar | Final  | Final   |
| Atleta         | Evento             | Pontos     | Posição    | Pontos | Posição |
| -------------- | ------------------ | ---------- | ---------- | ------ | ------- |
| Osmar Olvera   | Trampolim de 1 m   |            |            |        |         |
| Kevin Muñoz    | Trampolim de 1 m   |            |            |        |         |
| Randal Willars | Plataforma de 10 m |            |            |        |         |

Feminino
| Atleta              | Evento             | Preliminar | Preliminar | Final  | Final   |
| Atleta              | Evento             | Pontos     | Posição    | Pontos | Posição |
| ------------------- | ------------------ | ---------- | ---------- | ------ | ------- |
| Frida Zuñiga        | Trampolim de 3 m   |            |            |        |         |
| Arantxa Chávez      | Trampolim de 3 m   |            |            |        |         |
| Alejandra Estudillo | Plataforma de 10 m |            |            |        |         |
| Viviana Del Ángel   | Plataforma de 10 m |            |            |        |         |

## Softbol
O México qualificou uma equipe feminina (de 18 atletas) em virtude de sua campanha no Campeonato Pan-Americano de Softbol de 2022.
Sumário
| Equipe          | Evento   | Fase preliminar      | Fase preliminar      | Fase preliminar      | Fase preliminar | Semifinal            | Final / MB / Po.     | Final / MB / Po. |
| Equipe          | Evento   | Adversário Resultado | Adversário Resultado | Adversário Resultado | Posição         | Adversário Resultado | Adversário Resultado | Posição          |
| --------------- | -------- | -------------------- | -------------------- | -------------------- | --------------- | -------------------- | -------------------- | ---------------- |
| México feminino | Feminino |                      |                      |                      |                 |                      |                      |                  |

## Squash
O México qualificou uma equipe completa de sete atletas (quatro homens e três mulheres) através do Campeonato Pan-Americano de Squash de 2023 e dos Jogos Pan-Americanos Júnior de 2021.
| Atleta          | Evento               | Fase de grupos       | Fase de grupos       | Fase de grupos | 16-avos-de-final     | Oitavas-de-final     | Quartas-de-final     | Semifinal / Cl.      | Final / MB / Po.     | Final / MB / Po. |
| Atleta          | Evento               | Adversário Resultado | Adversário Resultado | Posição        | Adversário Resultado | Adversário Resultado | Adversário Resultado | Adversário Resultado | Adversário Resultado | Posição          |
| --------------- | -------------------- | -------------------- | -------------------- | -------------- | -------------------- | -------------------- | -------------------- | -------------------- | -------------------- | ---------------- |
| Leonel Cardenas | Individual masculino | —                    | —                    | —              |                      |                      |                      |                      |                      |                  |
|                 | Individual masculino | —                    | —                    | —              |                      |                      |                      |                      |                      |                  |
|                 | Individual masculino |                      |                      |                |                      |                      |                      |                      |                      |                  |
|                 | Individual feminino  | —                    | —                    | —              |                      |                      |                      |                      |                      |                  |
|                 | Individual feminino  | —                    | —                    | —              |                      |                      |                      |                      |                      |                  |
|                 | Duplas masculinas    | —                    | —                    | —              | —                    |                      |                      |                      |                      |                  |
|                 | Duplas femininas     | —                    | —                    | —              | —                    |                      |                      |                      |                      |                  |
|                 | Duplas mistas        | —                    | —                    | —              | —                    |                      |                      |                      |                      |                  |
|                 | Equipes masculinas   |                      |                      |                | —                    |                      |                      |                      |                      |                  |
|                 | Equipes femininas    |                      |                      |                | —                    |                      |                      |                      |                      |                  |

## Surfe
O México qualificou dois surfistas (um homem e uma mulher).
Artístico
| Atleta | Evento             | Rodada 1             | Rodada 2             | Rodada 3             | Rodada 4             | Repescagem 1         | Repescagem 2         | Repescagem 3         | Repescagem 4         | Repescagem 5         | Final / MB           | Final / MB |
| Atleta | Evento             | Adversário Resultado | Adversário Resultado | Adversário Resultado | Adversário Resultado | Adversário Resultado | Adversário Resultado | Adversário Resultado | Adversário Resultado | Adversário Resultado | Adversário Resultado | Posição    |
| ------ | ------------------ | -------------------- | -------------------- | -------------------- | -------------------- | -------------------- | -------------------- | -------------------- | -------------------- | -------------------- | -------------------- | ---------- |
|        | Stand up masculino |                      |                      |                      |                      |                      |                      |                      |                      |                      |                      |            |

Corrida
| Atleta | Evento                    | Tempo | Posição |
| ------ | ------------------------- | ----- | ------- |
|        | Stand up corrida feminino |       |         |

## Taekwondo
O México qualificou três atletas para eventos do Kyorugi, em virtude de seus títulos nos Jogos Pan-Americanos Júnior de 2021. O México também classificou 10 atletas (cinco homens e cinco mulheres) durante o Torneio Classificatório para os Jogos Pan-Americanos.
Kyorugi
Masculino
| Atleta            | Evento | Oitavas-de-final     | Quartas-de-final     | Semifinais           | Repescagem           | Final / MB           | Final / MB |
| Atleta            | Evento | Adversário Resultado | Adversário Resultado | Adversário Resultado | Adversário Resultado | Adversário Resultado | Posição    |
| ----------------- | ------ | -------------------- | -------------------- | -------------------- | -------------------- | -------------------- | ---------- |
|                   | –58 kg |                      |                      |                      |                      |                      |            |
| Uriel Ballesteros | –68 kg |                      |                      |                      |                      |                      |            |
|                   | –68 kg |                      |                      |                      |                      |                      |            |
|                   | –80 kg |                      |                      |                      |                      |                      |            |
|                   | +80 kg |                      |                      |                      |                      |                      |            |

Feminino
| Atleta                  | Evento          | Oitavas-de-final     | Quartas-de-final     | Semifinais           | Repescagem           | Final / MB           | Final / MB |
| Atleta                  | Evento          | Adversário Resultado | Adversário Resultado | Adversário Resultado | Adversário Resultado | Adversário Resultado | Posição    |
| ----------------------- | --------------- | -------------------- | -------------------- | -------------------- | -------------------- | -------------------- | ---------- |
| Angie Venegas Rodríguez | -49 kg          |                      |                      |                      |                      |                      |            |
|                         | -49 kg          |                      |                      |                      |                      |                      |            |
|                         | -57 kg          |                      |                      |                      |                      |                      |            |
| Leslie Soltero García   | -67 kg          |                      |                      |                      |                      |                      |            |
|                         | -67 kg          |                      |                      |                      |                      |                      |            |
|                         | +67 kg feminino |                      |                      |                      |                      |                      |            |

Poomsae
| Atleta | Evento                | Resultado | Posição |
| ------ | --------------------- | --------- | ------- |
|        | Poomsae masculino     |           |         |
|        | Poomsae feminino      |           |         |
|        | Poomsae duplas mistas |           |         |

## Tênis de mesa
O México qualificou uma equipe completa de seis atletas (três homens e três mulheres) através do Campeonato Centro-Americano de 2023.
Masculino
| Atleta | Evento     | Fase de grupos       | Fase de grupos       | Fase de grupos       | Fase de grupos | Primeira rodada      | Segunda rodada       | Quartas-de-final     | Semifinal            | Final / MB           | Final / MB |
| Atleta | Evento     | Adversário Resultado | Adversário Resultado | Adversário Resultado | Posição        | Adversário Resultado | Adversário Resultado | Adversário Resultado | Adversário Resultado | Adversário Resultado | Posição    |
| ------ | ---------- | -------------------- | -------------------- | -------------------- | -------------- | -------------------- | -------------------- | -------------------- | -------------------- | -------------------- | ---------- |
|        | Individual | —                    | —                    | —                    | —              |                      |                      |                      |                      |                      |            |
|        | Individual | —                    |                      |                      |                |                      |                      |                      |                      |                      |            |
|        | Dupla      | —                    | —                    | —                    | —              | —                    | —                    |                      |                      |                      |            |
|        | Equipe     | —                    |                      |                      |                | —                    | —                    |                      |                      |                      |            |

Feminino
| Atleta | Evento     | Fase de grupos       | Fase de grupos       | Fase de grupos       | Fase de grupos | Primeira rodada      | Segunda rodada       | Quartas-de-final     | Semifinal            | Final / MB           | Final / MB |
| Atleta | Evento     | Adversário Resultado | Adversário Resultado | Adversário Resultado | Posição        | Adversário Resultado | Adversário Resultado | Adversário Resultado | Adversário Resultado | Adversário Resultado | Posição    |
| ------ | ---------- | -------------------- | -------------------- | -------------------- | -------------- | -------------------- | -------------------- | -------------------- | -------------------- | -------------------- | ---------- |
|        | Individual | —                    | —                    | —                    | —              |                      |                      |                      |                      |                      |            |
|        | Individual | —                    |                      |                      |                |                      |                      |                      |                      |                      |            |
|        | Dupla      | —                    | —                    | —                    | —              | —                    | —                    |                      |                      |                      |            |
|        | Equipe     | —                    |                      |                      |                | —                    | —                    |                      |                      |                      |            |

Misto
| Atleta | Evento | Primeira rodada      | Quartas-de-final     | Semifinal            | Final / MB           | Final / MB |
| Atleta | Evento | Adversário Resultado | Adversário Resultado | Adversário Resultado | Adversário Resultado | Posição    |
| ------ | ------ | -------------------- | -------------------- | -------------------- | -------------------- | ---------- |
|        | Dupla  |                      |                      |                      |                      |            |

## Tiro com arco
O México qualificou três arqueiros após vencerem as respectivas categorias nos Jogos Pan-Americanos Júnior de 2021. O México também classificou oito atletas durante o Campeonato Pan-Americano de Tiro com arco.
Masculino
| Atleta           | Evento              | Fase de ranqueamento | Fase de ranqueamento | 16-avos-de-final     | Oitavas-de-final     | Quartas-de-final     | Semifinais           | Final / MB           | Rank |
| Atleta           | Evento              | Pontuação            | Chaveamento          | Adversário Pontuação | Adversário Pontuação | Adversário Pontuação | Adversário Pontuação | Adversário Pontuação | Rank |
| ---------------- | ------------------- | -------------------- | -------------------- | -------------------- | -------------------- | -------------------- | -------------------- | -------------------- | ---- |
|                  | Recurvo individual  |                      |                      |                      |                      |                      |                      |                      |      |
|                  |                     |                      |                      |                      |                      |                      |                      |                      |      |
|                  |                     |                      |                      |                      |                      |                      |                      |                      |      |
| Sebastian García | Composto individual |                      |                      |                      |                      |                      |                      |                      |      |
|                  | Recurvo equipes     |                      |                      |                      |                      |                      |                      |                      |      |

Feminino
| Atleta            | Evento              | Fase de ranqueamento | Fase de ranqueamento | 16-avos-de-final     | Oitavas-de-final     | Quartas-de-final     | Semifinais           | Final / MB           | Rank |
| Atleta            | Evento              | Pontuação            | Chaveamento          | Adversário Pontuação | Adversário Pontuação | Adversário Pontuação | Adversário Pontuação | Adversário Pontuação | Rank |
| ----------------- | ------------------- | -------------------- | -------------------- | -------------------- | -------------------- | -------------------- | -------------------- | -------------------- | ---- |
| Valentina Vazquez | Recurvo individual  |                      |                      |                      |                      |                      |                      |                      |      |
|                   | Recurvo individual  |                      |                      |                      |                      |                      |                      |                      |      |
|                   | Recurvo individual  |                      |                      |                      |                      |                      |                      |                      |      |
|                   | Recurvo individual  |                      |                      |                      |                      |                      |                      |                      |      |
| Dafne Quintero    | Composto individual |                      |                      |                      |                      |                      |                      |                      |      |
|                   | Composto individual |                      |                      |                      |                      |                      |                      |                      |      |
|                   | Composto individual |                      |                      |                      |                      |                      |                      |                      |      |
|                   | Recurvo equipes     |                      |                      |                      |                      |                      |                      |                      |      |
|                   | Composto equipes    |                      |                      |                      |                      |                      |                      |                      |      |

Misto
| Atleta | Evento           | Fase de ranqueamento | Fase de ranqueamento | 16-avos-de-final     | Oitavas-de-final     | Quartas-de-final     | Semifinais           | Final / MB           | Rank |
| Atleta | Evento           | Pontuação            | Chaveamento          | Adversário Pontuação | Adversário Pontuação | Adversário Pontuação | Adversário Pontuação | Adversário Pontuação | Rank |
| ------ | ---------------- | -------------------- | -------------------- | -------------------- | -------------------- | -------------------- | -------------------- | -------------------- | ---- |
|        | Recurvo equipes  |                      |                      |                      |                      |                      |                      |                      |      |
|        | Composto equipes |                      |                      |                      |                      |                      |                      |                      |      |

## Tiro esportivo
O México qualificou um total de 19 atiradores esportivos no Campeonato das Américas de Tiro de 2022. O México também classificou um atirador após vencer um evento dos Jogos Pan-Americanos Júnior de 2021.
Masculino
Pistola e carabina
| Atleta           | Evento                      | Classificação | Classificação | Final  | Final   |
| Atleta           | Evento                      | Pontos        | Posição       | Pontos | Posição |
| ---------------- | --------------------------- | ------------- | ------------- | ------ | ------- |
| Ricardo Valencia | Pistola de ar 10 m          |               |               |        |         |
|                  | Pistola de ar 10 m          |               |               |        |         |
|                  | Pistola de ar 10 m          |               |               |        |         |
|                  | Tiro rápido 25 m            |               |               |        |         |
|                  | Carabina de ar 10 m         |               |               |        |         |
|                  |                             |               |               |        |         |
|                  | Carabina três posições 50 m |               |               |        |         |
|                  |                             |               |               |        |         |

Masculino
Espingarda
| Atleta | Evento         | Classificação | Classificação | Semifinal | Semifinal | Final / MB           | Final / MB |
| Atleta | Evento         | Pontos        | Posição       | Pontos    | Posição   | Adversário Resultado | Posição    |
| ------ | -------------- | ------------- | ------------- | --------- | --------- | -------------------- | ---------- |
|        | Fossa olímpica |               |               |           |           |                      |            |
|        | Skeet          |               |               |           |           |                      |            |
|        |                |               |               |           |           |                      |            |

Feminino
Pistola e carabina
| Atleta | Evento              | Classificação | Classificação | Final  | Final   |
| Atleta | Evento              | Pontos        | Posição       | Pontos | Posição |
| ------ | ------------------- | ------------- | ------------- | ------ | ------- |
|        | Pistola de ar 10 m  |               |               |        |         |
|        |                     |               |               |        |         |
|        | Pistola 25 m        |               |               |        |         |
|        |                     |               |               |        |         |
|        | Carabina de ar 10 m |               |               |        |         |

Feminino
Espingarda
| Atleta | Evento         | Classificação | Classificação | Semifinal | Semifinal | Final / MB           | Final / MB |
| Atleta | Evento         | Pontos        | Posição       | Pontos    | Posição   | Adversário Resultado | Posição    |
| ------ | -------------- | ------------- | ------------- | --------- | --------- | -------------------- | ---------- |
|        | Fossa olímpica |               |               |           |           |                      |            |
|        |                |               |               |           |           |                      |            |
|        | Skeet          |               |               |           |           |                      |            |
|        |                |               |               |           |           |                      |            |

## Triatlo
A triatleta mexicana Anahí Álvarez conquistou uma vaga individual após vencer a competição nos Jogos Pan-Americanos Júnior de 2021.
Individual
| Atleta        | Evento              | Natação (1.5 km) | Trans 1 | Ciclismo (40 km) | Trans 2 | Corrida (10 km) | Total | Posição |
| ------------- | ------------------- | ---------------- | ------- | ---------------- | ------- | --------------- | ----- | ------- |
| Anahí Álvarez | Individual feminino |                  |         |                  |         |                 |       |         |

## Vela
O México qualificou 6 barcos, para um total de 7 velejadores.
Masculino
| Atleta | Evento | Regata | Regata | Regata | Regata | Regata | Regata | Regata | Regata | Regata | Regata | Regata | Regata | Regata | Total  | Total   |
| Atleta | Evento | 1      | 2      | 3      | 4      | 5      | 6      | 7      | 8      | 9      | 10     | 11     | 12     | M      | Pontos | Posição |
| ------ | ------ | ------ | ------ | ------ | ------ | ------ | ------ | ------ | ------ | ------ | ------ | ------ | ------ | ------ | ------ | ------- |
|        | 49er   |        |        |        |        |        |        |        |        |        |        |        |        |        |        |         |
|        | Kites  |        |        |        |        |        |        |        |        |        |        | —      | —      |        |        |         |

Feminino
| Atleta          | Evento       | Regata | Regata | Regata | Regata | Regata | Regata | Regata | Regata | Regata | Regata | Regata | Regata | Regata | Total  | Total   |
| Atleta          | Evento       | 1      | 2      | 3      | 4      | 5      | 6      | 7      | 8      | 9      | 10     | 11     | 12     | M      | Pontos | Posição |
| --------------- | ------------ | ------ | ------ | ------ | ------ | ------ | ------ | ------ | ------ | ------ | ------ | ------ | ------ | ------ | ------ | ------- |
| Mariana Aguilar | IQFoil       |        |        |        |        |        |        |        |        |        |        |        |        |        |        |         |
|                 | IQFoil       |        |        |        |        |        |        |        |        |        |        |        |        |        |        |         |
|                 | Laser radial |        |        |        |        |        |        |        |        |        |        |        |        |        |        |         |
|                 | Kites        |        |        |        |        |        |        |        |        |        |        | —      | —      |        |        |         |

## Voleibol
Quadra

### Masculino
O México qualificou uma equipe masculina (de 12 atletas) após vencer a Copa Pan-Americana de Voleibol Masculino de 2021.
Sumário
| Equipe           | Evento    | Fase de grupos       | Fase de grupos       | Fase de grupos       | Fase de grupos | Semifinal            | Final / MB / Po.     | Final / MB / Po. |
| Equipe           | Evento    | Adversário Resultado | Adversário Resultado | Adversário Resultado | Posição        | Adversário Resultado | Adversário Resultado | Posição          |
| ---------------- | --------- | -------------------- | -------------------- | -------------------- | -------------- | -------------------- | -------------------- | ---------------- |
| México masculino | Masculino |                      |                      |                      |                |                      |                      |                  |

### Feminino
O México qualificou uma equipe feminina (de 12 atletas) após ser a melhor equipe da NORCECA nos Jogos Pan-Americanos Júnior de 2021.
Sumário
| Equipe          | Evento   | Fase de grupos       | Fase de grupos       | Fase de grupos       | Fase de grupos | Semifinal            | Final / MB / Po.     | Final / MB / Po. |
| Equipe          | Evento   | Adversário Resultado | Adversário Resultado | Adversário Resultado | Posição        | Adversário Resultado | Adversário Resultado | Posição          |
| --------------- | -------- | -------------------- | -------------------- | -------------------- | -------------- | -------------------- | -------------------- | ---------------- |
| México feminino | Feminino |                      |                      |                      |                |                      |                      |                  |